# La Princesse enchantée
La Princesse enchantée ou Princes Zagemeel en néerlandais est le septième album de bande dessinée de la série Bob et Bobette. Il porte le numéro 129 de la série actuelle.
Il a été écrit et dessiné par Willy Vandersteen et publié dans De Standaard du 8 novembre 1947 au 19 mars 1948.

## Synopsis
Franfreluche, la poupée de Bobette est l'objet de toutes les convoitises. Sidi Ben Moka, un Irakien, tente de se l'approprier car son rembourrage contient les restes de la princesse Shehera Sa Gamell qui avait été changée en arbre. Dans cette aventure, Lambique sera transformé en centaure par Sidi Ben Moka. Une poursuite s'engagera donc en Gyronef et mènera le trio jusque l'Irak. Mais c'est sans compter sur le cruel Ali Ben Salami.

## Personnages
- Bobette et sa poupée Fanchon (Fanfreluche)
- Bob
- Lambique
- Sidi-ben-Moka (le Tchouk-Tchouk)
- Princesse Maïmona
- Ali Ben Salami
- Les 40 voleurs
- Le géant Poze-Khez-Oup
- Famille Snoek, dont Célestine

## Lieux
- Belgique
- Bagdad (Irak)
- Désert d'Irak
- Palais de Bagdad
- Caverne de Sésame
- Fleuve du Tigre

## Inventions
Le Gyronef est utilisé par Lambique, Bob et Bobette afin de se rendre en Irak.

## Autour de l'album

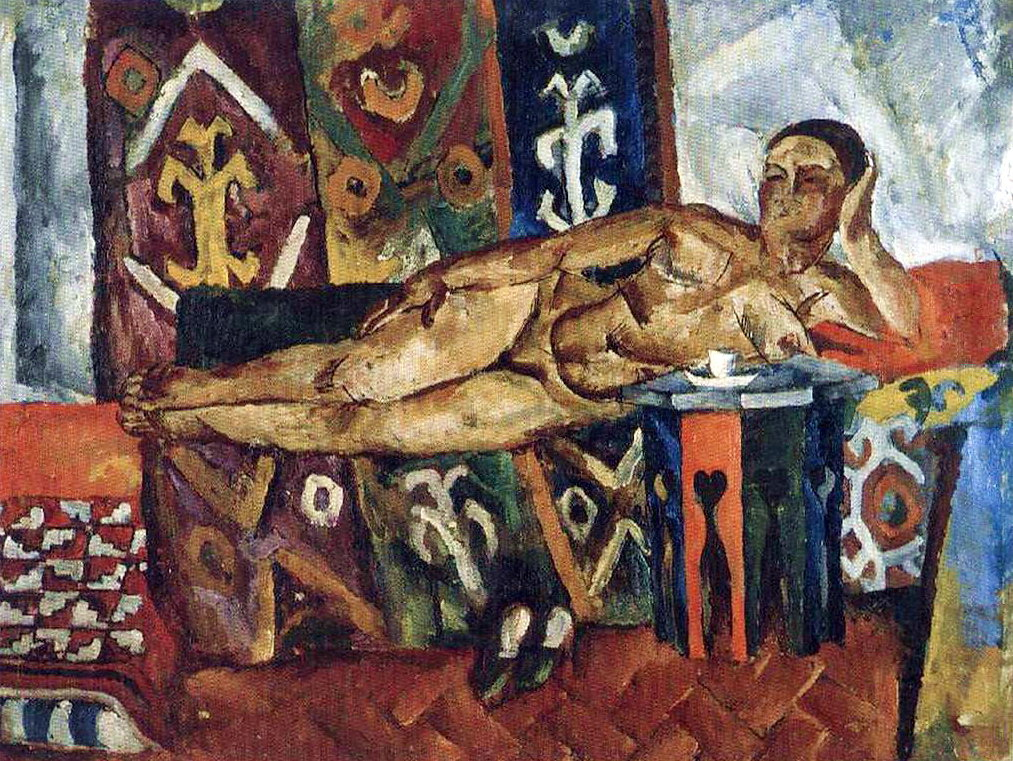
Peinture de Piotr Kontchalovski représentant Shéhérazade

- L'histoire reprend des éléments de divers contes de fées des Mille et Une Nuits . Ainsi, la princesse Maïmona (Shehera-Sa-Gamell dans la version originale) est inspirée de Sheherazade qui doit raconter des histoires à Shahriaar pour pouvoir vivre. Ali Baba et les quarante voleurs apparaissent dans l'album et le mont Sésame est ouvert avec la formule Sésame ouvre-toi . Le géant sortant d'une bouteille ainsi que le tapis volant sont deux éléments issus d' Aladin ou la Lampe merveilleuse.
- Le nom "Poze-khez-oup" est un jeu de mots avec  "portie soep" (soit portion de soupe en français) en dialecte anversois . Mais c'est également "l'homme le plus fort d'Anvers", Charles Brijs (voir aussi Wim Van Gelder).
- À la fin de l'histoire, la version originale faisait référence à l'incident de la tour de l'Yser, à Dixmude. La Tour a explosée en 1946 lors d'un attentat à la dynamite. Les auteurs n'ont jamais été retrouvés et il a fallu plusieurs années avant que les autorités puissent réunir le budget nécessaire à sa reconstruction. Dans la version actuelle de l'album, Lambique ne parle plus de cet événement mais de Bruxelles.
- La famille Snoek, autre création de Willy Vandersteen, regarde le gyronef voler lorsque Bob, Bobette et Lambique rentrent chez eux.
- L'image dans laquelle Lambique est enchanté en mi-homme, mi-cheval est utilisée comme symbole de la galerie Lambiek, une boutique de bande dessinées, à Amsterdam, dont le nom de la boutique lui-même est un hommage à Lambique.

## Éditions
- Prinses Zagemeel, Standaart, 1949 : Édition originale en néerlandais
- La Princesse enchantée, Erasme, 1951 : Édition française comme numéro 2 de la série actuelle en bichromie.
- La Princesse enchantée, Erasme, 1972 : Édition française comme numéro 129 de la série actuelle en couleur.